# Raphaël Lagarde
Pour les articles homonymes, voir Lagarde.
Pas d'image ? Cliquez ici

a Compétitions nationales et continentales officielles uniquement.

b Matchs officiels uniquement.
Dernière mise à jour le 2 janvier 2022.
 Raphaël Lagarde, né le 30 octobre 1988 à Pessac, est un joueur français de rugby à XV et de rugby à sept évoluant au poste de demi d'ouverture. Il termine sa carrière au SU Agen.

## Biographie
Originaire du village Girondin de Captieux, Lagarde, casanier, adore y retourner dès qu'il le peut pour retrouver sa famille et ses amis[réf. nécessaire]. Enfant, il commence à manier le cuir au sein de l'école de rugby de Captieux. Puis, il continue au collège à Bazas. Alors qu'il n'est qu'en troisième, il rejoint le Stade langonnais, attiré par le niveau des équipes de jeunes. En 2008, pour évoluer, il se dirige vers l'Union Bordeaux Bègles et dispute son premier match professionnel en Pro D2 le 22 mai 2008 contre le Stade montois.
En mai 2010, il rejoint l'effectif du Montpellier HR au poste d'ouvreur, avec pour entraineur Fabien Galthié. En manque de temps de jeu, il rejoint le SU Agen en cours de saison 2011-2012 puis le SC Albi pour la saison 2015-2016.
Le 21 janvier 2019, le SU Agen annonce que Raphaël Lagarde reviendra au club à partir de la saison 2019-2020.
En juin 2022, il participe à la tournée des Barbarians français aux États-Unis pour affronter la sélection américaine le 1er juillet 2022 à Houston. Les Baa-baas s'inclinent 26 à 21.
En janvier 2023, il met un terme à sa carrière de joueur pour devenir entraîneur des trois-quarts du SU Agen auprès du manager Bernard Goutta. Il remplace Manny Edmonds qui a quitté le club en fin d'année 2022. Il quitte le club à l'issue de la saison.

## Palmarès
- Participation au tournoi FIRA de Lunel 2007[6]
- Participation aux tournois IRB à sept de 2008/2009 (Dubai et George)[6]
- Participation aux test-tournois de Massy 2008, Tunis 2008 et St-Girons 2007[6]
- Finaliste du Championnat de France en 2011 avec le Montpellier HR.
- Vice champion de France de 2e division en 2015 avec le SU Agen.